# Jacques-Philippe Leclerc de Hauteclocque

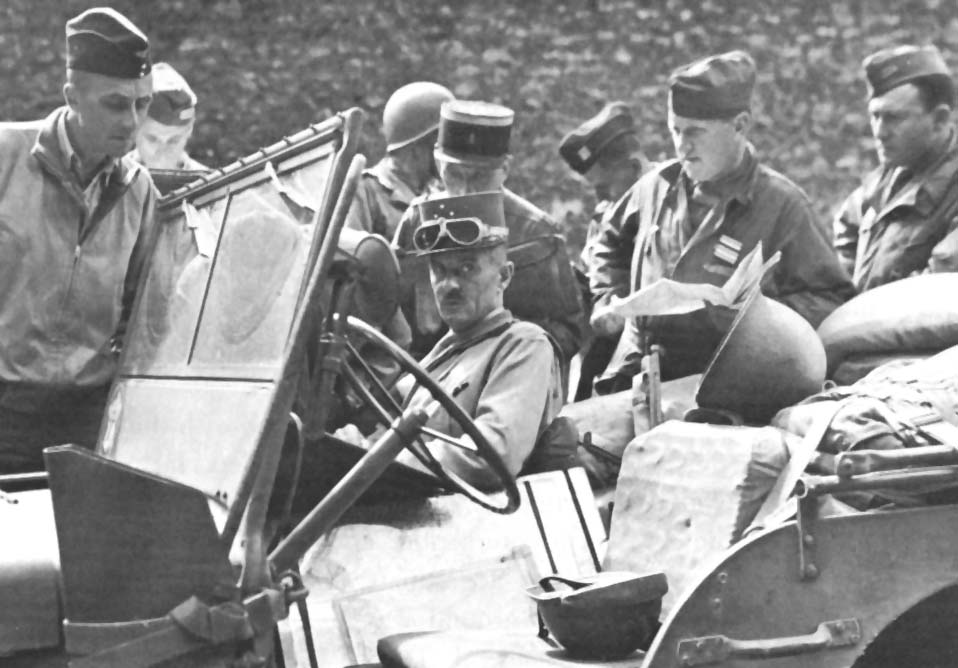
General Leclerc in Ostfrankreich (1944)

Jacques-Philippe Leclerc de Hauteclocque (gebürtig Philippe François Marie de Hauteclocque; * 22. November 1902 in Belloy-Saint-Léonard, Département Somme; † 28. November 1947 in der Nähe von Colomb-Béchar, heute Algerien) war ein französischer General, der im Zweiten Weltkrieg verschiedene Einheiten in Afrika, Europa und Asien kommandierte. Er wurde am 23. August 1952 postum zum Marschall von Frankreich ernannt.

## Herkunft und Ausbildung
Leclerc wurde auf dem Château de Belloy als Sohn von Adrien, Comte de Hauteclocque (1864–1945), und der Marie-Thérèse van der Cruisse de Waziers (1870–1956) geboren. Die Familie de Hauteclocque stammt aus dem Artois und wurde erstmals 1366 erwähnt; sie war auch in der Picardie ansässig.
Er besuchte die Militärschule Saint-Cyr und trat nach seinem Abschluss 1924 in die französische Armee ein, wo er 1937 zum Hauptmann befördert wurde.

## Zweiter Weltkrieg

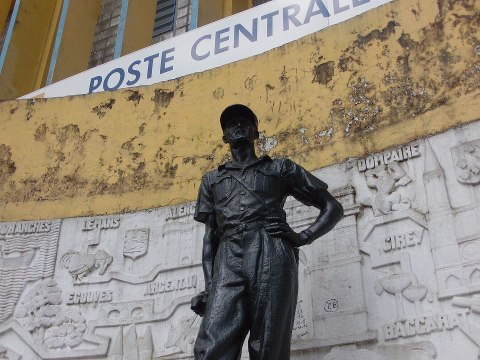
Leclerc-Denkmal in Douala, Kamerun

Kurz nach dem Waffenstillstand von Compiègne ging er im Juli 1940 nach London, wo ihn am 25. Juli General Charles de Gaulle schon bei ihrem ersten Treffen zum Major ernannte und ihn als Gouverneur von Französisch-Kamerun nach Französisch-Äquatorialafrika entsandte. De Hauteclocque sollte dort die Kolonien ins Lager des Freien Frankreich überführen und nahm zum Schutz seiner in Frankreich verbliebenen Ehefrau Auguste Comtesse de Hauteclocque, geb. de Gargan, und seiner sechs Kinder den Kampfnamen Colonel Jacques-Philippe Leclerc an, da dieser Familienname in seiner Heimatregion häufig vorkam. Am 17. November 1945 wurde ihm offiziell der Name Leclerc de Hauteclocque verliehen.

### Afrika

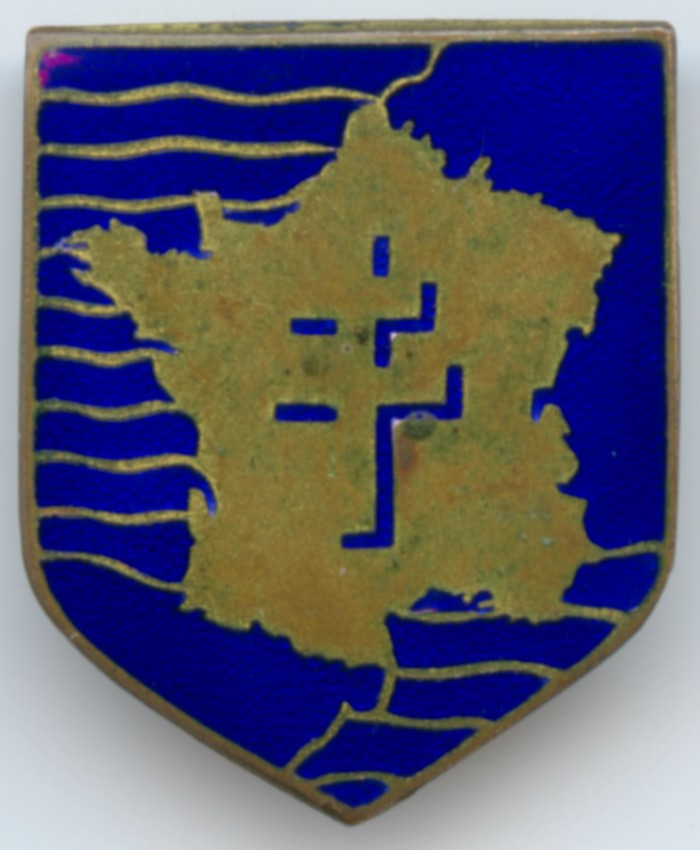
Truppenverbandsabzeichen der 2^{e} division blindée, auch Division Croix de Lorraine genannt

Leclerc gewann in Afrika mit Kamerun und dem Tschad problemlos bedeutenden strategischen Rückhalt. Von diesen Basen ausgehend, führten seine Truppen, zu denen auch Hauptmann Jacques Massu gehörte, über mehrere tausend Kilometer Überfälle gegen italienische Stützpunkte aus. Seine Durchquerung der Sahara vom Tschad bis zum Mittelmeer, wobei alle italienischen Verteidigungsstellungen und Oasen erobert wurden, gilt als Meisterleistung. Nachdem die Kufra-Oasen genommen waren (28. Februar 1941), schworen er und seine Soldaten, die Waffen erst niederzulegen, wenn die Flagge Frankreichs über der Kathedrale von Straßburg flattere. Am 10. August 1941 wurde Leclerc zum Brigadegeneral ernannt. Anfang 1943 stieß er mit 2500 Mann nach Tripolis vor, wo er sich am 23. Januar 1943 der britischen 8. Armee anschloss und am Tunesien-Feldzug teilnahm. Am 25. Mai 1943 wurde er zum Generalmajor (Général de division) befördert.

### Europa
1944 landete seine 2. Freie Französische Panzerdivision (2e division blindée) am 1. August in der Normandie. Der 3. US-Armee von General Patton unterstellt, machte Leclerc mit seiner Division den alliierten Vormarsch mit. Am 12. August befreite sie Alençon und zeichnete sich im Forêt d'Écouves aus, konnte aber trotz der amerikanischen Erfolge am 13. August Argentan nicht gewinnen. Leclerc verlangte stattdessen die Erlaubnis, den normannischen Kriegsschauplatz zu verlassen, um „hier keinen einzigen weiteren Mann zu verlieren und die Hauptstadt Frankreichs zu befreien.“ Teile seiner Truppen erreichten am 25. August 1944 das Zentrum von Paris. Am gleichen Tag übergab Stadtkommandant von Choltitz Paris; er hatte Paris zuvor zur offenen Stadt erklärt. Danach setzte Leclerc seinen Siegeszug durch Frankreich und Deutschland bis zu Hitlers Domizil auf dem Obersalzberg fort.
Als am 6. Mai 1945 Truppen von Leclerc in Bad Reichenhall einmarschierten, übernahmen sie dort zwölf von amerikanischen Truppen gefangen genommene Franzosen, die als Kriegsfreiwillige in der SS-Division „Charlemagne“ gekämpft und sich kurz zuvor kampflos US-Soldaten ergeben hatten. Leclerc ließ sie am 8. Mai 1945 ohne Prozess erschießen.

### Pazifik
Nachdem der Krieg in Europa beendet war, erhielt Leclerc den Oberbefehl über die französischen Truppen im Pazifik und unterzeichnete am 2. September 1945 im Namen Frankreichs die Kapitulation Japans an Bord des Schlachtschiffs Missouri. Im Mai 1945 wurde er zum Ritter der Ehrenlegion ernannt und änderte seinen Namen unter Einschluss seines Pseudonyms offiziell in Jacques-Philippe Leclerc de Hauteclocque; diesen Familiennamen tragen auch seine Nachkommen.

## Indochinakrieg
Als Befehlshaber in Französisch-Indochina nahm Leclerc ab Oktober 1945 an den dortigen Kämpfen teil. Dabei brach das französische Expeditionskorps zunächst eine Blockade Saigons durch die Việt Minh, bevor es weiter durch das Mekongdelta ins vietnamesische Hochland vorstieß. Im Januar 1946 hatte Leclerc die Souveränität Frankreichs über Cochinchina und Süd-Annam wiedererrichtet, wobei er sich aber über die Notwendigkeit einer politischen Lösung im Klaren war. Leclerc, damals Hochkommissar, begrüßte den Vorschlag Jean Saintenys, der zu Beratungen nach Saigon geflogen war, mit Vietnam zu verhandeln. Admiral d’Argenlieu erklärte bezüglich dessen freiherzig, er sei „erstaunt – ja das ist das Wort – erstaunt, dass Frankreichs bestes Expeditionskorps in Indochina von Offizieren befehligt wird, die lieber verhandeln als kämpfen.“
Am 26. März 1946 empfing Ho Chi Minh Leclerc in Hanoi, aber die Verhandlungen scheiterten. Nachdem General Leclerc von Jean-Étienne Valluy ersetzt worden und nach Paris zurückgekehrt war, warnte er, dass „Antikommunismus ein unnützes Instrument sei, solange das Problem des Nationalismus nicht gelöst sei“. Seine Mahnungen blieben ungehört. Die französischen Kommunisten lösten nach ihrem Bruch mit Paul Ramadier eine Serie von Streiks aus, die Frankreich in Unruhe stürzten.
Am 12. Juli 1946 wurde Leclerc zum Inspekteur der Landstreitkräfte in Nordafrika ernannt. Er wurde zwei Tage später zum Armeegeneral befördert (wohl auch um ihm die Annahme dieses weniger prestigeträchtigen Postens zu erleichtern).

## Tod
Während einer Inspektionstour in Nordafrika geriet Leclercs Flugzeug, eine B-25 Mitchell, am 28. November 1947 in einen Sandsturm. Wahrscheinlich flog der Pilot niedrig, um Orientierungspunkte am Boden zu finden. Das Flugzeug schlug auf dem Bahndamm bei Djebel Aïssa auf, nicht weit von Colomb-Béchar. Die zwölf Insassen des Flugzeugs waren sofort tot.
Jacques-Philippe Leclerc de Hauteclocque wurde im Caveau des Gouverneurs der Cathédrale Saint-Louis-des-Invalides in Paris beigesetzt.

## Andenken

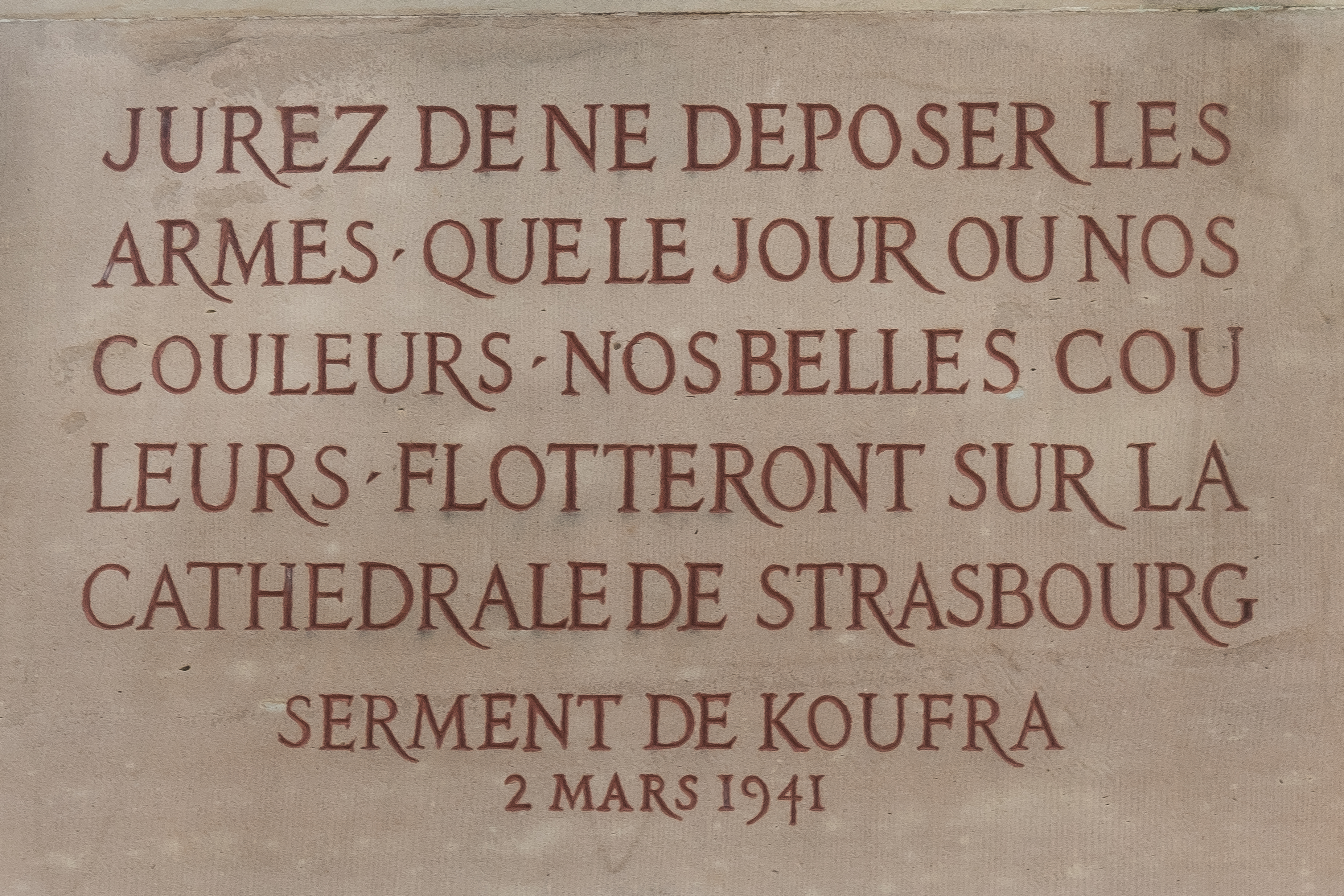
Serment de Koufra 1941 in Straßburg

Leclerc sind in Frankreich zahlreiche Denkmäler und Straßennamen gewidmet. Auch der modernste Kampfpanzer Frankreichs trägt den Namen Leclerc. Die Stiftung „Maréchal Leclerc“, gegründet und 32 Jahre lang von Oberstleutnant Philippe Peschaud geführt, einem guten Bekannten des Namensgebers, hat es sich zur Aufgabe gemacht, die Erinnerung an ihn wachzuhalten. In Paris wurde 1994 das Mémorial Leclerc, ein Museum zur militärischen Geschichte der Befreiung 1944, eingeweiht.
Auch mehrere Kasernen in Frankreich tragen seinen Namen, darunter auch die Kaserne in Illkirch-Grafenstaden, in der das deutsche Jägerbataillon 291 stationiert ist.

## Auszeichnungen
- Großkreuz der Französischen Ehrenlegion
- Ordre de la Libération mit Dekret vom 6. März 1941
- Französische Militärmedaille
- Croix de guerre 1939–1945 mit acht goldenen Sternen
- Kriegskreuz T.O.E. mit einem goldenen Stern
- Médaille de la Résistance mit Rosette
- Médaille coloniale mit Haken
- Médaille des évadés
- Médaille des blessés
- Distinguished Service Order (Großbritannien)
- Silver Star (USA)